# Star Wars Trilogy: Apprentice of the Force
Star Wars Trilogy: Apprentice of the Force est un jeu vidéo de plates-formes développé et édité par Ubisoft, sorti en 2004 sur Game Boy Advance.
Le joueur incarne Luke Skywalker à travers les scénarios de Star Wars, épisode IV : Un nouvel espoir, Star Wars, épisode V : L'Empire contre-attaque et Star Wars, épisode VI : Le Retour du Jedi.

## Accueil
- Jeuxvideo.com : 11/20[1]